# Metriochroa fraxinella
Metriochroa fraxinella är en fjärilsart som beskrevs av Tosio Kumata 1998. Metriochroa fraxinella ingår i släktet Metriochroa och familjen styltmalar. Inga underarter finns listade i Catalogue of Life.